# Chloropoea
Chloropoea är ett släkte av fjärilar. Chloropoea ingår i familjen praktfjärilar.

## Dottertaxa tillChloropoea, i alfabetisk ordning[1]
- Chloropoea acholica
- Chloropoea albifascia
- Chloropoea albolineata
- Chloropoea albostriata
- Chloropoea albovittata
- Chloropoea amaurina
- Chloropoea apaturoides
- Chloropoea beatricia
- Chloropoea bewsheri
- Chloropoea bicolor
- Chloropoea boisduvalii
- Chloropoea burgessi
- Chloropoea carpenteri
- Chloropoea chionea
- Chloropoea clarkii
- Chloropoea colvillei
- Chloropoea comorana
- Chloropoea congoensis
- Chloropoea conradti
- Chloropoea consanguinea
- Chloropoea deficiens
- Chloropoea delagoae
- Chloropoea deludens
- Chloropoea diffusa
- Chloropoea dolabella
- Chloropoea dolichiste
- Chloropoea dolomena
- Chloropoea drucei
- Chloropoea drusilla
- Chloropoea echerioides
- Chloropoea egina
- Chloropoea eginoides
- Chloropoea elgonensis
- Chloropoea eliana
- Chloropoea epacoides
- Chloropoea epigea
- Chloropoea epigeoides
- Chloropoea eurytus
- Chloropoea expansa
- Chloropoea fickei
- Chloropoea flava
- Chloropoea fulvaria
- Chloropoea gamae
- Chloropoea gazengeli
- Chloropoea gea
- Chloropoea glaucina
- Chloropoea gottbergi
- Chloropoea grisea
- Chloropoea heliogenes
- Chloropoea hemixantha
- Chloropoea hippolyte
- Chloropoea hirce
- Chloropoea hobleyi
- Chloropoea hostilia
- Chloropoea hypoxantha
- Chloropoea imerina
- Chloropoea imitator
- Chloropoea impleta
- Chloropoea infumata
- Chloropoea jacksoni
- Chloropoea karschi
- Chloropoea kayonza
- Chloropoea kenyae
- Chloropoea kigezi
- Chloropoea kuenowi
- Chloropoea künowoides
- Chloropoea lachensis
- Chloropoea latifasciata
- Chloropoea lucretia
- Chloropoea marsabitensis
- Chloropoea metaplanema
- Chloropoea metea
- Chloropoea mimo-ras
- Chloropoea mlanjensis
- Chloropoea neumanni
- Chloropoea obscura
- Chloropoea obtusedentata
- Chloropoea occidentalis
- Chloropoea ochreofasciata
- Chloropoea opisthoxantha
- Chloropoea orthosialis
- Chloropoea particolor
- Chloropoea pharsa
- Chloropoea poggei
- Chloropoea poggeoides
- Chloropoea pondo
- Chloropoea protracta
- Chloropoea pseudepiprotea
- Chloropoea pseudolucretia
- Chloropoea ramosa
- Chloropoea rogersi
- Chloropoea rubrobasalia
- Chloropoea rufobrunnea
- Chloropoea ruhama
- Chloropoea ruwenzorica
- Chloropoea sayonis
- Chloropoea schubotzoides
- Chloropoea semire
- Chloropoea serena
- Chloropoea simulator
- Chloropoea stavelioides
- Chloropoea striata
- Chloropoea sulpitia
- Chloropoea tarquinia
- Chloropoea terra
- Chloropoea terrena
- Chloropoea theorini
- Chloropoea tirikensis
- Chloropoea togoensis
- Chloropoea trimeni
- Chloropoea uhelda
- Chloropoea unguru
- Chloropoea usagarae
- Chloropoea walensensis
- Chloropoea warburgi
- Chloropoea westwoodi
- Chloropoea victoris
- Chloropoea xantha
- Chloropoea youbdonis